# مسجد جامع تازه

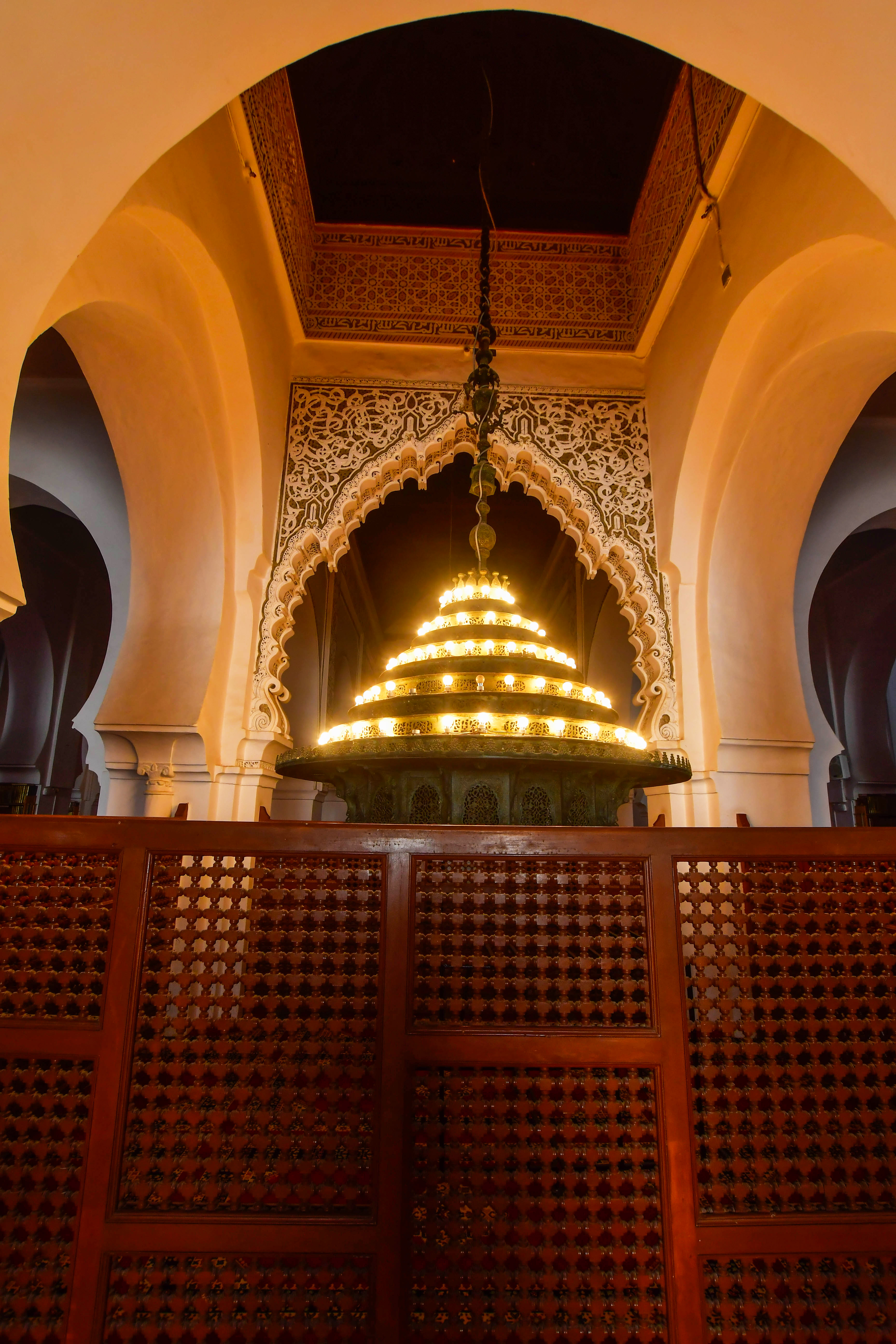
نمایی از درونی مسجد جامع تازه، کشور مراکش - ۲۰۲۰

مختصات: ۳۴°۱۲′۴۵٫۵۳″ شمالی ۴°۰۱′۰۷٫۳۴″ غربی / ۳۴٫۲۱۲۶۴۷۲°شمالی ۴٫۰۱۸۷۰۵۶°غربی
مسجد جامع تازه (عربی: الجامع تازة الكبير) بنایی مذهبی در مدینه تازه در مراکش است. این مسجد در نزدیکی باب‌الریح قرار گرفته‌است.

## تاریخچه
مسجد تازه توسط فرمانروای موحدون سلطان عبدالمومن بن علی پس از ۱۱۴۲ م ساخته شده بود. بنا به کتاب الاستبصار دیوارها در ۱۱۷۲ تکمیل شد. مسجد در طول سلطنت مرینیان سلسله در ۱۲۹۲–۱۲۹۳ میلادی وسعت یافت.

## نشانه
این مسجد که یکی از قدیمی‌ترین نمونه‌های باقی مانده از معماری موحدون است. شهرت دیگر مسجد به خاطر چلچراغ کتیبه‌دار آن با وزن سه تن است.